# 3e cérémonie des Screen Actors Guild Awards
La 3e cérémonie des Screen Actors Guild Awards, décernés par la Screen Actors Guild, a eu lieu le 22 février 1997, et a récompensé les acteurs et actrices du cinéma et de la télévision ayant tourné en 1996.

## Palmarès et nominations

### Cinéma

#### Meilleur acteur dans un premier rôle
- Geoffrey Rush pour le rôle de David Helfgott dans Shine
  - Tom Cruise pour les rôles de Jerry Maguire dans Jerry Maguire
  - Ralph Fiennes pour le rôle du Comte László de Almásy dans Le Patient anglais (The English Patient)
  - Woody Harrelson pour le rôle de Larry Flynt dans Larry Flynt (The People vs. Larry Flynt)
  - Billy Bob Thornton pour le rôle de Karl Childers dans Sling Blade

#### Meilleure actrice dans un premier rôle
- Frances McDormand pour le rôle de Marge Gunderson dans Fargo
  - Brenda Blethyn pour le rôle de Cynthia Rose Purley dans Secrets et Mensonges (Secrets and Lies)
  - Diane Keaton pour le rôle de Bessie dans Simples Secrets (Marvin's Room)
  - Gena Rowlands pour le rôle de Mildred Hawks dans Décroche les étoiles (Unhook the Stars)
  - Kristin Scott Thomas pour le rôle de Katharine Clifton dans Le Patient anglais (The English Patient)

#### Meilleur acteur dans un second rôle
- Cuba Gooding Jr. pour le rôle de Rod Tidwell dans Jerry Maguire
  - Hank Azaria pour le rôle d'Agador dans Birdcage (The Birdcage)
  - Nathan Lane pour le rôle d'Albert Goldman dans Birdcage (The Birdcage)
  - William H. Macy pour le rôle de Jerry Lundegaard dans Fargo
  - Noah Taylor pour le rôle de David Helfgott (jeune) dans Shine

#### Meilleure actrice dans un second rôle
- Lauren Bacall pour le rôle de Hannah Morgan dans Leçons de séduction (The Mirror Has Two Faces)
  - Juliette Binoche pour le rôle de Hana dans  Le Patient anglais (The English Patient)
  - Marisa Tomei pour le rôle de Monica Warren dans Décroche les étoiles (Unhook the Stars)
  - Gwen Verdon pour le rôle de Ruth dans Simples Secrets (Marvin's Room)
  - Renée Zellweger pour le rôle de Dorothy Boyd dans Jerry Maguire

#### Meilleure distribution
- Birdcage (The Birdcage)
  - Le Patient anglais (The English Patient)
  - Simples Secrets (Marvin's Room)
  - Shine
  - Sling Blade

### Télévision
Note : le symbole « ♕ » rappelle le gagnant de l'année précédente (si nomination).

#### Meilleur acteur dans une série dramatique
- Dennis Franz pour le rôle d'Andy Sipowicz dans New York Police Blues (NYPD Blue)
  - George Clooney pour le rôle du Dr Doug Ross dans Urgences (ER)
  - David Duchovny pour le rôle de Fox Mulder dans X-Files : Aux frontières du réel (The X-Files)
  - Anthony Edwards pour le rôle du Dr Mark Greene dans Urgences (ER) ♕
  - Jimmy Smits pour le rôle de Bobby Simone dans New York Police Blues (NYPD Blue)

#### Meilleure actrice dans une série dramatique
- Gillian Anderson pour le rôle de Dana Scully dans X-Files : Aux frontières du réel (The X-Files) ♕
  - Kim Delaney pour le rôle de Diane Russell dans New York Police Blues (NYPD Blue)
  - Christine Lahti pour le rôle de Kathryn Austin dans La Vie à tout prix (Chicago Hope)
  - Della Reese pour le rôle de Tess dans Les Anges du bonheur (Touched by an Angel)
  - Jane Seymour pour le rôle de Michaela Quinn dans Docteur Quinn, femme médecin (Dr. Quinn, Medicine Woman)

#### Meilleure distribution pour une série dramatique
- Urgences (ER) ♕
  - New York, police judiciaire (Law & Order)
  - New York Police Blues (NYPD Blue)
  - La Vie à tout prix (Chicago Hope)
  - X-Files : Aux frontières du réel (The X-Files)

#### Meilleur acteur dans une série comique
- John Lithgow pour le rôle de Dick Solomon dans Troisième planète après le Soleil (3rd Rock from the Sun)
  - Jason Alexander pour le rôle de George Costanza dans Seinfeld
  - Kelsey Grammer pour le rôle de Frasier Crane dans Frasier
  - David Hyde Pierce pour le rôle de Niles Crane dans Frasier ♕
  - Michael Richards pour le rôle de Cosmo Kramer dans Seinfeld

#### Meilleure actrice dans une série comique
- Julia Louis-Dreyfus pour le rôle d'Elaine Benes dans Seinfeld
  - Christine Baranski pour le rôle de Maryann Thorpe dans Cybill ♕
  - Ellen DeGeneres pour le rôle d'Ellen Morgan dans Ellen
  - Helen Hunt pour le rôle de Jamie Buchman dans Dingue de toi (Mad About You)
  - Kristen Johnston pour le rôle de Sally Solomon dans Troisième planète après le Soleil (3rd Rock from the Sun)

#### Meilleure distribution pour une série comique
- Seinfeld
  - Frasier
  - Remember WENN
  - Dingue de toi (Mad About You)
  - Troisième planète après le Soleil (3rd Rock from the Sun)

#### Meilleur acteur dans un téléfilm ou dans une minisérie
- Alan Rickman pour le rôle de Raspoutine dans Raspoutine (Rasputin: Dark Servant of Destiny)
  - Armand Assante pour le rôle de John Gotti dans Gotti
  - Beau Bridges pour le rôle de Bill Januson dans Hidden in America
  - Robert Duvall pour le rôle d'Adolf Eichmann dans The Man Who Captured Eichmann
  - Ed Harris pour le rôle de Jim Lassiter dans Riders of the Purple Sage

#### Meilleure actrice dans un téléfilm ou dans une minisérie
- Kathy Bates pour le rôle de Helen Kushnick dans The Late Shift
  - Anne Bancroft pour le rôle d'Abigail Tillerman dans Les Enfants perdus
  - Stockard Channing pour le rôle de Barbara Whitney dans Drôle de maman (An Unexpected Family)
  - Jena Malone pour le rôle de Ruth Anne "Bone" Boatwright dans Bastard Out of Carolina
  - Cicely Tyson pour le rôle de Jordan Roosevelt dans The Road to Galveston

### Screen Actors Guild Life Achievement Award
- Angela Lansbury

## Récompenses et nominations multiples

### Nominations multiples

#### Cinéma
4 : Le Patient anglais
3 : Shine, Jerry Maguire, Birdcage, Simples Secrets
2 : Sling Blade, Fargo, Décroche les étoiles

#### Télévision
4 : New York Police Blues, Seinfeld
3 : Urgences, X-Files : Aux frontières du réel, Troisième planète après le Soleil, Frasier
2 : La Vie à tout prix, Dingue de toi

### Récompenses multiples

#### Télévision
2/4 : Seinfeld